# Selina Freitag
Selina Freitag, née le 19 mai 2001, est une sauteuse à ski allemande. Elle est la sœur du sauteur à ski Richard Freitag.

## Palmarès

### Championnats du monde
| Épreuve / Édition  | Planica 2023 | Trondheim 2025 |
| Petit tremplin     |              | Argent         |
| Grand tremplin     |              | Argent         |
| Par équipes        | Or           | Bronze         |
| Par équipes mixtes | Or           |                |

### Coupe du monde
- Meilleur classement général : 2e en 2025.
- 14 podiums.
- 1 podium par équipes.
- 5 podiums par équipes mixte dont 1 victoire.
- 1 podium en Super Team : 1 victoire.

### Jeux européens
- Médaille de bronze en grand tremplin aux Jeux européens de 2023